# Nallachius infuscatus
Nallachius infuscatus là một loài côn trùng trong họ Dilaridae thuộc bộ Neuroptera. Loài này được Penny miêu tả năm 1982.